# Schienenverkehr in Argentinien
Der Schienenverkehr in Argentinien war vor allem vom Ende des 19. Jahrhunderts bis in die zweite Hälfte des 20. Jahrhunderts bedeutend, ist jedoch auch heute für den Massenguttransport sowie im Personenverkehr des Großraums Buenos Aires relevant. Zum Zeitpunkt seiner größten Ausdehnung in den frühen 1950er-Jahren war das in mehreren unterschiedlichen Spurweiten ausgeführte Streckennetz Argentiniens etwa 44.000 km lang. 2018 existierten davon noch etwa 25.000 km, wovon jedoch nur rund 18.300 km betriebsfähig waren und ein Großteil nur für den Güterverkehr genutzt wurde.

## Geschichte
Die erste Eisenbahn auf dem Gebiet des heutigen Argentinien war die am 29. August 1857 eingeweihte Ferrocarril Oeste (deutsch Westbahn). Das Material zum Bau und Betrieb dieser Bahn wurde ohne Angabe der Spurweite in Großbritannien bestellt. Die Lieferung erfolgte für die Spurweite von 1676 mm, da das Material ursprünglich für eine indische Eisenbahngesellschaft bestimmt war. Auf diese Weise kam es zur Verwendung der Indischen Breitspur in Argentinien.
Weitere Eisenbahnen, auch in anderen Spurweiten, folgten. 1891 eröffnete die Ferrocarril Córdoba y Nor-Oeste. Besonders viel wurde zwischen 1895 und 1914 gebaut: mehr als 30.000 Kilometer Gleis einzelner Bahngesellschaften entstanden. Die Transportleistung wuchs von 5 Millionen Tonnen beförderter Güter im Jahr 1895 auf 42 Millionen im Jahr 1913.
Diese Bahnstrecken wurden durch unterschiedliche private und staatliche Betreibergesellschaften überwiegend für den Export von Gütern geplant und errichtet. Dadurch entstanden betrieblich getrennte Teilnetze mit teilweise unterschiedlichen Spurweiten. Mehrere dieser Netze hatten ihren Ausgangspunkt am größten Exporthafen, Buenos Aires. Bei der Finanzierung dieser Strecken spielten europäische Investitionen eine große Rolle, insbesondere aus Großbritannien, sowie auch Deutschland und Frankreich. 1913 entfiel etwa ein Drittel der gesamten ausländischen Beteiligungen an argentinischen Unternehmen auf Bahnbetriebe. Ab 1912 gelang es der US-amerikanischen Gesellschaft Argentine Railway Company durch die Übernahme von Mehrheitsbeteiligungen für kurze Zeit rund ein Drittel des Eisenbahnnetzes von Argentinien zu kontrollieren. Unter anderem durch den Ersten Weltkrieg nahm die Investitionstätigkeit ab 1914 massiv ab; zugleich wurden bis 1927 insgesamt nur noch etwa 1200 km neuer Bahnstrecken in Argentinien errichtet.
Im März 1931 beschloss die Militärregierung unter José Félix Uriburu ein umfangreiches Investitionsprogramm zum Ausbau des argentinischen Straßennetzes, das gegen den Widerstand der Bahnbetreiber und ihrer (insbesondere britischen) Investoren auch ab 1932 unter Agustín Pedro Justo fortgeführt wurde. Im selben Zeitraum gingen die Investitionen in den Schienenverkehr weiter zurück. 1948 hatte etwa die Hälfte der Lokomotiven und Wagen der argentinischen Bahnen ein Alter von mindestens 34 Jahren.
In der Regierungszeit von Juan Perón wurden alle Eisenbahnlinien des Landes verstaatlicht. Am 1. März 1948 wurden dazu die argentinischen Staatsbahnen gegründet. Im Einklang mit diesem Ereignis wurden die Namen der sechs großen Teilnetze in die prominenter Persönlichkeiten der nationalen Politik geändert: Bartolomé Mitre, Julio Argentino Roca, Justo José de Urquiza, Domingo Faustino Sarmiento, Manuel Belgrano und José de San Martín.
Anfang der 1950er-Jahre umfasste das argentinische Bahnnetz Strecken einer Gesamtlänge von etwa 44.000 km. Als Reaktion auf die massiv steigende Arbeitslosigkeit begann die Regierung von Juan Perón zu Beginn des Jahrzehnts nicht nur ein Wohnungsbauprogramm, sondern forcierte auch Neueinstellungen bei der staatlichen Bahn. Die Zahl der Beschäftigten wuchs zwischen 1949 und 1957 von 184.000 auf 210.000, obwohl die Beförderungsleistung im Güterverkehr von 31,7 Millionen Tonnen (15,297 Milliarden Tonnenkilometer) im Jahr 1949 auf 28,5 Millionen Tonnen (14,515 Milliarden Tonnenkilometer) im Jahr 1956 sank. Der Personenverkehr nahm im selben Zeitraum um etwa 20 % zu, doch verbuchten die Ferrocarriles Argentinos dennoch ab den frühen 1950er-Jahren hohe Verluste.
Im Jahr 1980 hatte das Gesamtnetz eine Länge von 34.000 Kilometern, von denen 27.000 km in Betrieb waren.
Der Niedergang der Eisenbahn begann während der Regierung von Arturo Frondizi und setzte sich während der Militärdiktatur in Argentinien fort. 1991 erfolgte die Privatisierung. Als erster Teil dieser Privatisierung wurden Güter- und Personenverkehr getrennt, wobei letzterer stark reduziert wurde. Zweitens wurde der Personenverkehr in Fern-, Regional- und Vorortverkehr unterteilt. Verkehre wurden als Konzessionen je Teilnetz ausgeschrieben. 2008 wurde die Privatisierung für einzelne Netze rückgängig gemacht. Dazu wurden die Administración de Infraestructuras Ferroviarias und Sociedad Operadora Ferroviaria gegründet. Die staatlichen Eisenbahngesellschaften sind in Ferrocarriles Argentinos (2015) gebündelt.
Am 13. Juni 2024 erklärte die argentinische Regierung einen zweijährigen „Eisenbahnnotstand“ für die unter staatlicher Regie betriebenen Bahngesellschaften. Das Wirtschaftsministerium erhält damit bis Juni 2026 direktere Einflussmöglichkeiten, darunter Sonderkündigungsrechte für laufende Verträge. Die Regierung von Javier Milei begründete diesen Schritt damit, dass das argentinische Bahnsystem in einem schlechten physischen Zustand sei, nach veralteten Vorschriften betrieben und ineffizient geführt werde. Ziel sei es, „Investitionen Dritter und Ressourcen“ zu maximieren. Im Juli 2025 wurde die Privatisierung der Güterverkehrssparte der Ferrocarriles Argentinos, Belgrano Cargas y Logística SA (Trenes Argentinos Cargas), angekündigt.
Tragische Unfälle in der Geschichte der argentinischen Eisenbahn gab es 1970 in Benavídez, 1978 in Sa Pereira und 2012 in Buenos Aires. 1930 stürzte in Buenos Aires eine Straßenbahn von einer Brücke. Dabei starben 56 Menschen.

## Infrastruktur
Die Eisenbahn Argentiniens unterteilt sich in einzelne Netze, die nicht oder kaum miteinander verbunden sind:
- Ferrocarril General Roca
- Ferrocarril General Urquiza
- Ferrocarril General Belgrano (Süd und Nord)
- Ferrocarril General San Martín
- Ferrocarril General Bartolomé Mitre
- Ferrocarril Domingo Faustino Sarmiento
- Subte

Es werden drei Spurweiten (Normalspur, Meterspur und 1676 mm) verwendet. 2018 hatte die Infrastruktur eine Gesamtlänge von rund 25.000 km, wovon jedoch nur etwa 18.300 km betriebsfähig waren und ein Großteil nur für den Güterverkehr genutzt wurde.
Wichtige Personenbahnhöfe sind:
- Bahnhof Buenos Aires Plaza Constitución
- Bahnhöfe Buenos Aires Retiro
- Bahnhof Cordoba
- Bahnhof Rosario Norte

Die Bahnhöfe Constitución, Once und Lacroze wurden 2021 unter Denkmalschutz gestellt.

## Güterverkehr
Im Jahr 2021 wurden 24 Millionen Tonnen Güter mit der Eisenbahn transportiert; die Hälfte davon Getreide. Der argentinische Schienengüterverkehr hatte im selben Jahr eine Transportleistung von 11,8 Milliarden Tonnenkilometern. 2018 wurden etwa 19 Millionen Tonnen Güter befördert.
Der Anteil des Schienenverkehrs am gesamten Güterverkehr Argentiniens (Modal Split) lag 2012 bei etwa 5 %, wobei für landwirtschaftliche Güter ein höherer Anteil von rund 14 % erreicht wurde.
Eisenbahnverkehrsunternehmen im Güterverkehr sind Nuevo Central Argentino, FerroExpreso Pampeano, Ferrosur Roca und die staatliche Trenes Argentinos Cargas.

## Personenverkehr

### Fernverkehr

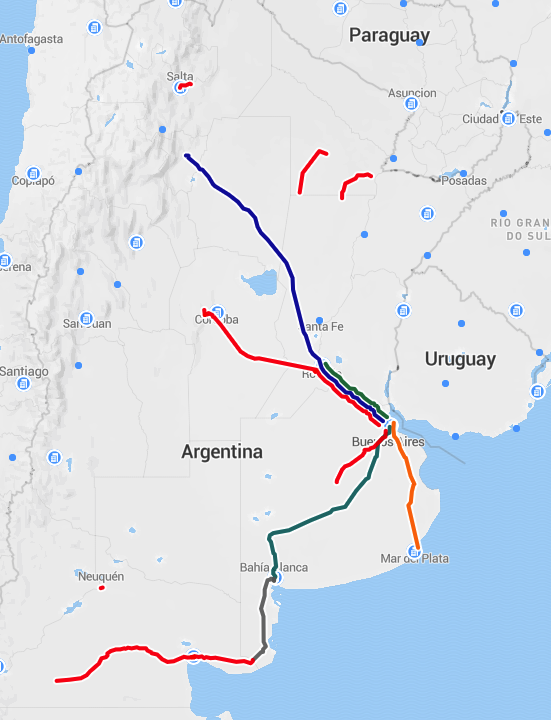
Fernverkehrsrouten im Jahr 2017

Die Regulierungsbehörde CNRT hat die Fernverkehrsstrecken einzeln ausgewertet und folgende Passagierzahlen für das Jahr 2021 ermittelt (Auswahl):
- Constitución–Mar del Plata 739.000
- Constitución–Bahía Blanca 147.587
- Retiro–Rosario Norte 215.713
- Retiro–Junín 133.489

Weitere Fernzugverbindungen werden von weniger als 100.000 Fahrgästen im Jahr genutzt. Zum Beispiel fuhren 2021 auf der südlichsten Bahnstrecke von Viedma nach Bariloche („Tren Patagónico“) nur 15.000 Fahrgäste. Seit 2022 fahren wieder wöchentlich Züge von Retiro nach San Luis.

### Regionalzüge
Die CNRT zählt folgende Regionalbahnverbindungen auf:
- Paraná–Enrique Berduc
- Güemes–Salta–Campo Quijano
- Tren de las Sierras / Tren Metropolitano Córdoba
- Cipolletti–Neuquén–Plottier
- La Banda–Fernánde
- Rosario–Cañada de Gómez[18]

### Vorortzüge Buenos Aires
Das Eisenbahnnetz in der Metropolregion Buenos Aires (spanisch área metropolitana de Buenos Aires, AMBA) umfasst acht Linienbündel mit 24 Linien (Verbindungen), von denen der Großteil strahlenförmig von den verschiedenen Kopfbahnhöfen ausgeht. Das dicht getaktete Zugangebot dient vor allem als Verbindung zwischen dem Zentrum von Buenos Aires und den im Norden, Westen und Süden angrenzenden, dicht besiedelten Vororten.
Die Eisenbahnverkehrsunternehmen sind neben der staatlichen SOFSE, die die Hauptleistung erbringt, die Ferrovías und Metrovías. Ferrovías fährt auf der Meterspurstrecke nach Villa Rosa. Die Strecke Federico Lacroze–General Lemos wird, wie auch die Subte, von Metrovías betrieben. Alle anderen Strecken von SOFSE.
2021 fuhren 209 Millionen Passagiere mit den Vorortbahnen; vor der COVID-19-Pandemie waren es doppelt so viele.

### U- und Straßenbahnen
Die Subte  genannte U-Bahn in Buenos Aires war die erste auf der Südhalbkugel. Die heutigen sechs Linien bilden ein 56,7 km langes Netz.
Metrotranvía Mendoza und Premetro (Buenos Aires) sind straßenbahnähnliche Stadtbahnen. Die Straßenbahn Tranvía del Este verkehrte nur von 2007 bis 2012. Von 1863 bis 1962 bestand ein dichtes Straßenbahnnetz in Buenos Aires, das in den 1920er- und 1930er-Jahren eine Streckenlänge von 875 km erreichte.